# Monochrome rainbow
「monochrome rainbow」（モノクローム・レインボー）は、Tommy heavenly6の10枚目のシングル。2011年10月26日にワーナーミュージック・ジャパンから発売された。

## 概要
前作「PAPERMOON」より約2年10ヶ月ぶりのシングル。表題曲「monochrome rainbow」は、NHK教育テレビアニメ『バクマン。』第2シリーズのエンディングテーマとして使用されている。
初回限定盤、通常盤の2形態で発売。オリコン初登場23位を記録した。本作で10作目のランクインで、10作連続TOP30位入りしている。

## 批評
hotexpressの平賀哲雄は「“Tommy heavenly6節”をスパークさせた激しきロックナンバーが仕上がっている。特に熱量がひたすら増していくクライマックスはさすが。」と評した。

## 収録曲
全曲　作詞：Tommy heavenly6、作曲・編曲：Mark and John

### 初回限定盤
1. monochrome rainbow [4:12]
2. I'm YOUR DEVIL  ♡ -HALLOWEEN REMIX- [10:36]
3. monochrome rainbow （Instrumental）
4. I'm YOUR DEVIL  ♡ -HALLOWEEN REMIX- （Instrumental）

### 通常盤
1. monochrome rainbow
2. I'm YOUR DEVIL  ♡ -HALLOWEEN REMIX-